# ام‌اس‌سی آرمونیا
ام‌اس‌سی آرمونیا (به انگلیسی: MSC Armonia) یک کشتی است. این کشتی در سال ۲۰۰۰ ساخته شد.